# Люмьер (кинопремия, 2000)
5-я церемония вручения наград премии «Люмьер» за заслуги в области французского кинематографа за 1999 год состоялась 29 января 2000 года.

## Список лауреатов
- Лучший фильм :
  - Жанна д’Арк, режиссёр Люк Бессон
- Лучший режиссёр :
  - Люк Бессон, за фильм Жанна д’Арк
- Лучший актёр :
  - Филипп Торретон за роль в фильме Это начинается сегодня
- Лучшая актриса :
  - Карин Виар за роль в фильме Будь храбрым!
- Лучший сценарий :
  - Рождественский пирог – Даниэль Томпсон и Кристофер Томпсон
- Многообещающему актёру :
  - Ромен Дюрис за роль в фильме Возможно
- Многообещающей актрисе :
  - Одри Тату за роль в фильме Салон красоты «Венера»
- Лучший иностранный фильм :
  - Всё о моей матери , режиссёр Педро Альмодовар